# Marita Lindquist
Marita Elisabeth Lindquist (ur. 10 listopada 1918 w Helsinkach, zm. 7 czerwca 2016 tamże) – fińska (szwedzkojęzyczna) autorka licznych książek dla dzieci i młodzieży. Oprócz tego pracowała jako ilustratorka, tłumaczka, autorka piosenek i dziennikarka. Za swoją twórczość otrzymała wiele nagród.

## Twórczość
Spośród jej licznych książek, w Polsce znane są Jak ty piszesz, Kotten ? oraz Poradzisz sobie, Kotten !, wydane przez wydawnictwo Nasza Księgarnia, w latach – odpowiednio – 1979 i 1980. Obie opowiadają historię około ośmioletniej dziewczynki cierpiącej na dysleksję.